# Syzygium maire
Syzygium maire är en myrtenväxtart som först beskrevs av Allan Cunningham, och fick sitt nu gällande namn av Sykes och Garn.-jones. Syzygium maire ingår i släktet Syzygium och familjen myrtenväxter. Inga underarter finns listade i Catalogue of Life.

## Bildgalleri

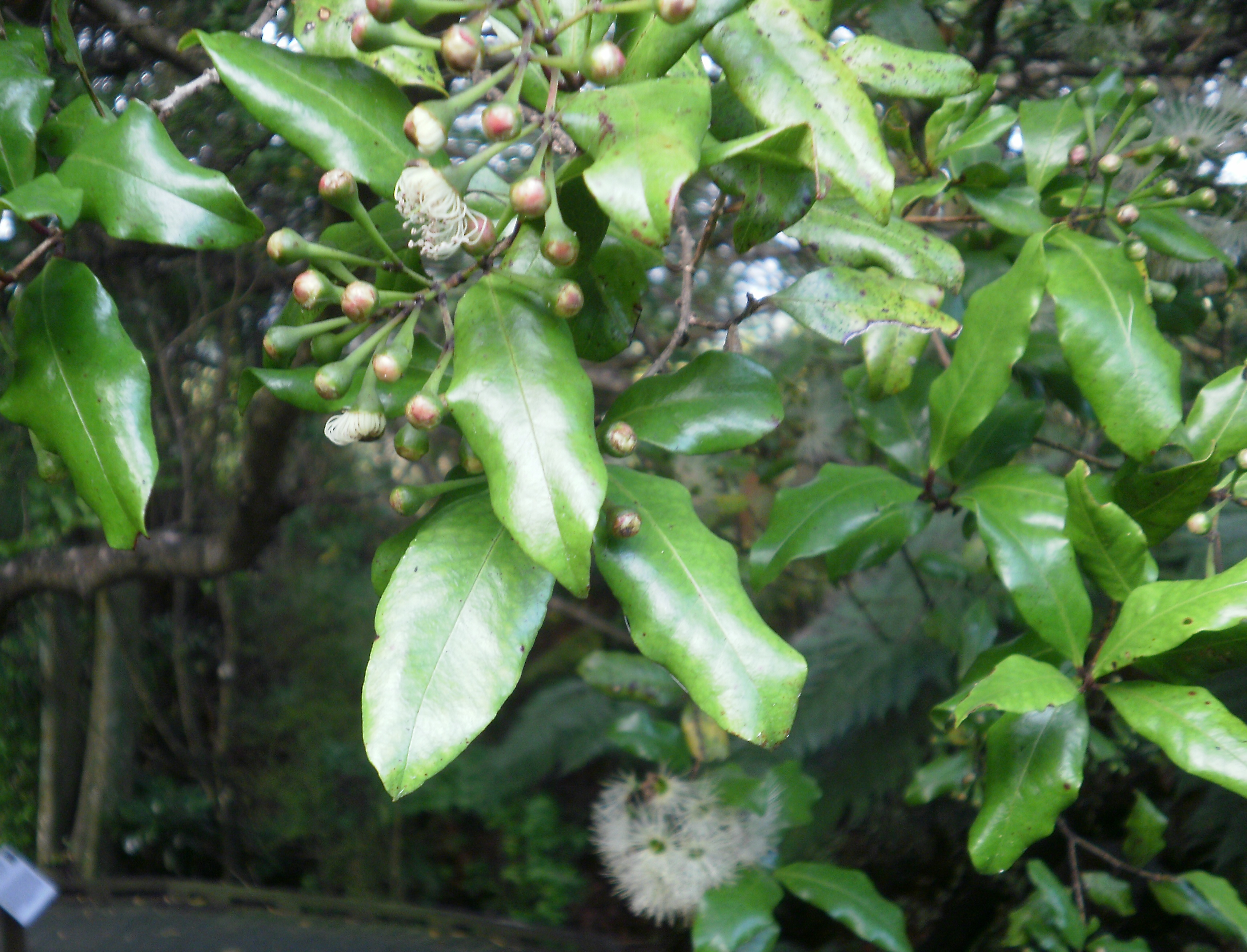